# Іонов Сергій Дмитрович
Сергій Дмитрович Іонов (нар. 7 січня 1962) — російський шахіст і тренер. Гросмейстер (1996).

## Життєпис
Займався в шаховому клубі міста Новгорода. 1977 року виграв першість РРФСР серед юнаків. Майстер спорту СРСР від 1981 року.
Був учасником багатьох чемпіонатів Санкт-Петербурга: 1986 року посів 3—8-ме місця, 1992 — 2-ге, 1998 — 4—5-тe, 2003 — 2-ге. Неодноразово виступав на Budapest Spring Open, Cappelle la Grande Open і меморіалах Чигоріна. Від 1990 року міжнародний майстер, 1996-го отримав гросмейстерський титул.
Поділив 3—6-те місця на чемпіонаті Росії 1994 (Еліста), 4—20-те місця на чемпіонаті Росії 2001. Тричі ставав переможцем командного чемпіонату Росії з клубами «Санкт-Петербург» (Подольськ, 1992) і «Лентрансгаз» (Смоленськ, 2000 і Томськ, 2001).
Працює тренером СДЮСШОР ШШ Санкт-Петербурга. Член тренерської ради Санкт-Петербурзької шахової федерації. В минулому його підопічними були гросмейстери Валерій Салов та Євген Алексєєв.

## Книги
- Иванов С. В., Ионов С. Д., Лукин А. М. Дойти до самой сути… Гроссмейстер Константин Асеев. — Санкт-Петербург: Изд. «Коста», 2008. — 208 с. (рос.)

## Зміни рейтингу
| На цьому місці має відображатися графік чи діаграма, однак з технічних причин його відображення наразі вимкнено. Будь ласка, не видаляйте код, який викликає це повідомлення. Розробники вже працюють для того, щоби відновити штатне функціонування цього графіка або діаграми. | |
| | На цьому місці має відображатися графік чи діаграма, однак з технічних причин його відображення наразі вимкнено. Будь ласка, не видаляйте код, який викликає це повідомлення. Розробники вже працюють для того, щоби відновити штатне функціонування цього графіка або діаграми. |